# عصب سباتي طبلي
الأعصاب السُّباتيَّة الطَّبليَّة (باللاتينية: nervi caroticotympanici) هي فروعٌ ودِّيّة تالية للعُقْدة من الضفيرة السباتيَّة الغائرة [الإنجليزية]، والتي تُغادر النفق السباتي عبر جدار هذا النفق لتدخل الجوف الطَّبلي وتشارك في تكوين الضفيرة الطبليَّة على طَنَفِ جوف الطَّبل [الإنجليزية]. تسلك هذه الأعصاب مسارها مع الشرايين السباتية الطبلية.